# Davide Villella
Davide Villella (Magenta, 27 juni 1991) is een voormalig Italiaans wielrenner.
Villella reed al vier jaar bij het Italiaanse clubteam Team Colpack, voordat hij in 2013 stage mocht lopen bij Cannondale. Met zijn prestaties in onder meer de Coppa Sabatini en de Ronde van Emilia verdiende hij daar een eenjarig contract. In 2014 won hij vervolgens het bergklassement in de Ronde van het Baskenland.

## Belangrijkste overwinningen
2012
4e en 5e etappe Giro della Regione Friuli-Venezia Giulia
Puntenklassement Giro della Regione Friuli-Venezia Giulia
Trofeo Città di Brescia
2013
2e en 4e etappe Ronde van de Aostavallei
Eind- en puntenklassement Ronde van de Aostavallei
Piccolo Ronde van Lombardije
2014
Bergklassement Ronde van het Baskenland
Jongerenklassement Arctic Race of Norway
2016
Japan Cup
2017
 Bergklassement Ronde van Spanje
2018
1e etappe Ronde van Almaty
Eind- en puntenklassement Ronde van Almaty

## Resultaten in voornaamste wedstrijden
| Jaar | Ronde van Italië | Ronde van Frankrijk | Ronde van Spanje |
| ---- | ---------------- | ------------------- | ---------------- |
| 2014 | opgave           |                     |                  |
| 2015 | 78e              |                     | 94e              |
| 2016 |                  |                     | 56e              |
| 2017 | 72e              |                     | 97e              |
| 2018 | 70e              |                     | 48e              |
| 2019 | 60e              |                     |                  |
| 2020 | 40e              |                     |                  |
| 2021 | 55e              |                     |                  |
| 2022 | 63e              |                     | 53e              |

| Jaar | Milaan-San Remo | Amstel Gold Race | Luik-Bast.‑Luik | Ronde van Lombardije | Waalse Pijl |  | Wereldranglijsten |
| ---- | --------------- | ---------------- | --------------- | -------------------- | ----------- |  | ----------------- |
| 2014 |                 | 106e             | 133e            | 16e                  | 99e         |  |                   |
| 2015 | opgave          |                  |                 | 44e                  |             |  |                   |
| 2016 |                 |                  |                 | 5e                   |             |  | 81e (UWT)         |
| 2017 |                 |                  | 39e             | 15e                  |             |  | 151e (UWT)        |
| 2018 | 102e            |                  | 58e             | 34e                  |             |  |                   |
| 2019 |                 | opgave           | 47e             | 28e                  | 57e         |  |                   |
| 2020 | 35e             |                  |                 | opgave               |             |  |                   |
| 2021 | 86e             |                  |                 | 22e                  |             |  |                   |
| 2022 | 110e            |                  |                 |                      |             |  |                   |

## Ploegen
- 2013 –  Cannondale Pro Cycling (stagiair)
- 2014 –  Cannondale
- 2015 –  Team Cannondale-Garmin
- 2016 –  Cannondale-Drapac Pro Cycling Team [a]
- 2017 –  Cannondale-Drapac Professional Cycling Team
- 2018 –  Astana Pro Team
- 2019 –  Astana Pro Team
- 2020 –  Movistar Team
- 2021 –  Movistar Team
- 2022 –  Cofidis

1. ↑  Tot 30 juni heette de ploeg Cannondale Pro Cycling Team, maar na het aantrekken van Drapac als cosponsor werd de naam per direct veranderd.